# Нейц Скубиц
Нейц Скубиц (словен. Nejc Skubic, нар. 13 червня 1989, Любляна) — словенський футболіст, захисник клубу «Домжале».

## Клубна кар'єра
У дорослому футболі дебютував 2007 року виступами за команду «Інтерблок» з рідного міста, в якій, з невеликою перервою на оренду в  «Драві», виступавдо 2011 року. За цей час у складі «картярів» став дворазовим володарем Кубка Словенії, а також одного разу виграв Суперкубок Словенії. 
Влітку 2011 року підписав контракт на 6 місяців з румунським «Оцелулом», але закріпитись в команді не зумів і вже на початку наступного року повернувся на батьківщину, ставши гравцем «Домжале». Відтоді встиг відіграти за команду з Домжале 110 матчів в національному чемпіонаті.

## Виступи за збірну
2009 року залучався до складу молодіжної збірної Словенії. На молодіжному рівні зіграв у 5 офіційних матчах.

## Титули і досягнення
- Володар Кубка Словенії (2):

«Інтерблок»: 2007-08, 2008-09
- Володар Суперкубка Словенії (1):

«Інтерблок»: 2008
- Володар Кубка Туреччини (1):

«Коньяспор»: 2016-17
- Володар Суперкубка Туреччини (1):

«Коньяспор»: 2017